# Верхний Четкер
Верхний Четкер — деревня в Дебёсском районе Удмуртской республики.

## География
Находится в восточной части Удмуртии на расстоянии приблизительно 19 км на юг-юго-запад по прямой от районного центра села Дебёссы.

## История
Основана в 1860 году жителями Старого Четкера (ныне не существует). В 1893 году 34 двора (28 удмуртских и 6 русских), в 1905 — 32, в 1924 (деревня Четкер Верхний или Гурезьил-Четкер) — 29. До 2021 года входила в состав Старокычского сельского поселения.

## Население
Постоянное население составляло 253 человека (1893), 147 (1905), 171 (1924), 192 человека в 2002 году (удмурты 86 %), 115 в 2012.